# Belize City
Belize City is de grootste stad van Belize en de hoofdplaats van het district Belize. Belize City heeft meer dan 60.000 inwoners.
De stad werd in het midden van de 17e eeuw door Britse houtvesters gesticht als Belize Town. Het is de belangrijkste haven van Belize en is ook het financiële en economische centrum van het land.
Belize City was tot 1970 ook de hoofdstad van Belize. Maar nadat orkaan Hattie de stad in 1961 vernietigde, besloot de regering van de Britse kroonkolonie de hoofdstad te verplaatsen van de kwetsbare kust naar een veiligere plek landinwaarts. Hiertoe werd Belmopan gebouwd, dat in 1970 de hoofdstad van (toen nog) Brits-Honduras en later van Belize zou worden.
Belize City heeft een internationale luchthaven en is het vertrekpunt van veerdiensten naar verschillende voor de kust liggende eilanden ("cayes"). De haven wordt in toenemende mate aangedaan door cruiseschepen.

## Geboren
- Manuel Esquivel (1940-2022), premier van Belize (1984-1989 en 1993-1998)
- Dean Barrow (1951), premier van Belize (2008-2020)

## Galerij

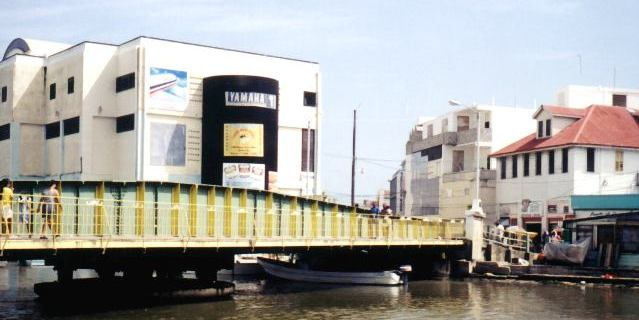
Swing Bridge
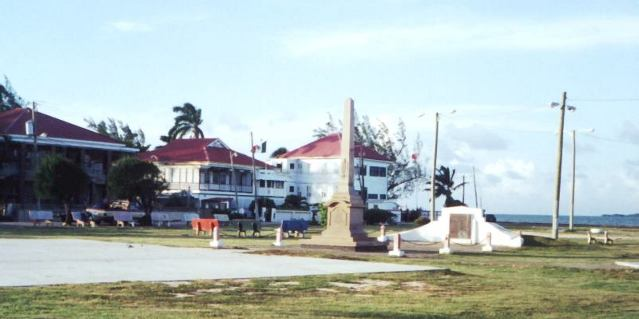
Memorial Park
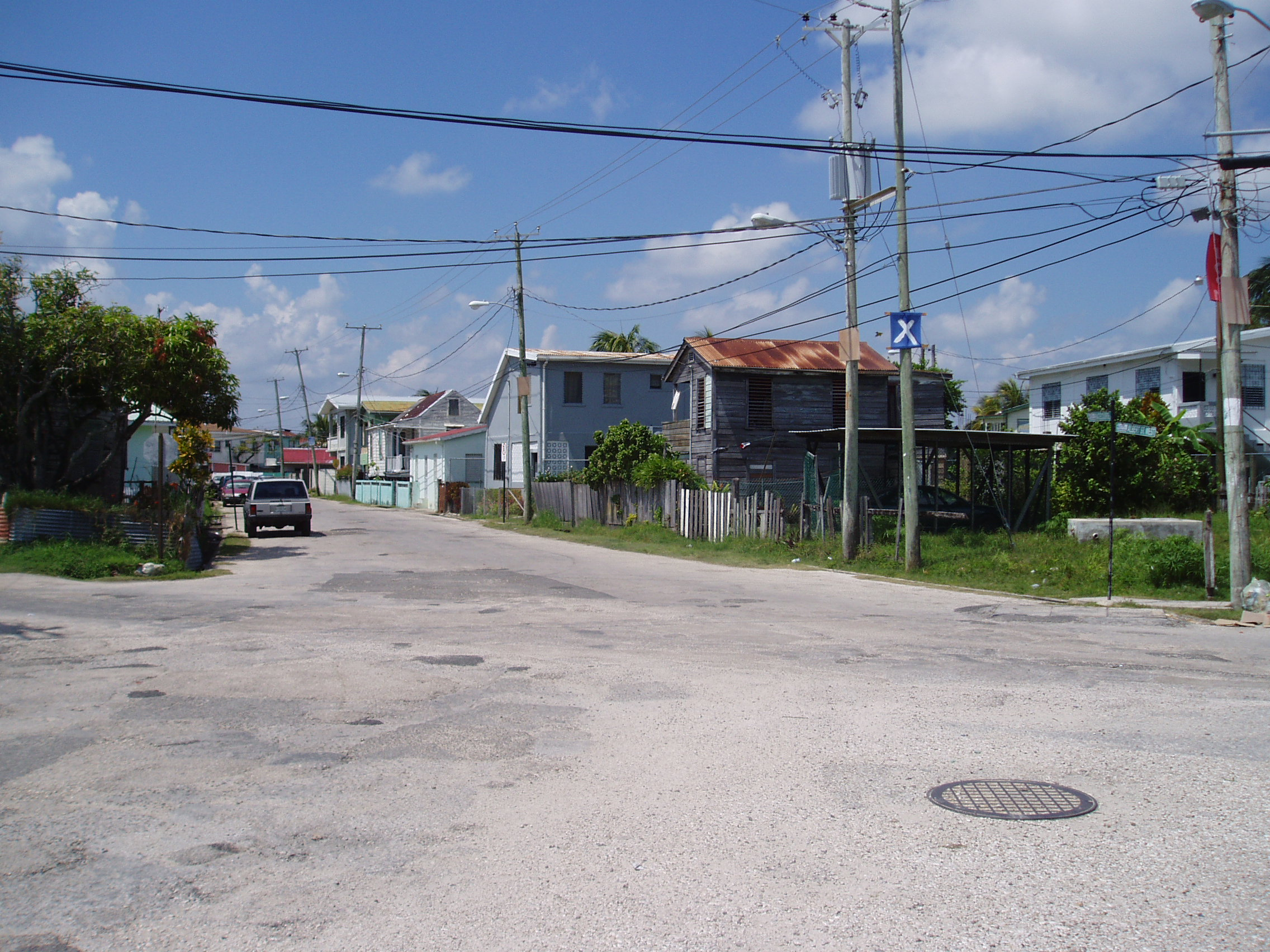
Straatbeeld in zuiden van Belize City